# 小笠原長祐
小笠原 長祐（おがさわら ながすけ）は、三河吉田藩の第3代藩主。忠知系小笠原家3代。

## 生涯
寛永21年（1644年）4月7日、第2代藩主小笠原長矩の長男として江戸で生まれる。万治3年（1660年）に元服する。寛文3年（1663年）、従五位下、能登守に叙位・任官する。延宝6年（1678年）、父の死去により家督を継ぐ。
桜田門番、馬場先門番、和田倉門番など諸役を歴任した。貞享元年（1684年）から病に倒れるようになり、元禄3年（1690年）6月17日に死去した。享年47。跡を弟で養子の長重が継いだ。

## 系譜
父母
- 小笠原長矩（父）
- 菅沼定芳の娘（母）

正室
- おさん ー 黒田長興の娘

養子
- 小笠原長重 ー 実弟